# 福田惟吹
福田 惟吹（ふくだ いぶき、1996年3月15日 - ）は日本の元男子バスケットボール選手。大阪府出身。

## 人物
南郷小学校、南郷中学校、大阪学院大学高等学校、大阪学院大学を卒業。
大阪学院大学高校の2年生の時、日本バスケットボール協会が若手育成の一環として実施している、「U-18男子トップエンデバー」に選出される。
大阪学院大学4年生の時、バスケットボール部で主将を務め、第69回全日本大学バスケットボール選手権大会に出場。当時のポジションはセンター。
2018-19シーズン、鹿児島レブナイズと契約。
2021年を以て現役引退

## 個人成績
| シーズン   | チーム           | GP | GS | MPG | FG% | 3P% | FT% | RPG | APG | SPG | BPG | TO | PPG |
| ---------- | ---------------- | -- | -- | --- | --- | --- | --- | --- | --- | --- | --- | -- | --- |
| B3 2018-19 | 鹿児島レブナイズ |    |    |     |     |     |     |     |     |     |     |    |     |